# 투폴레프 Tu-144
투폴레프 Tu-144(러시아어: Туполев Ту-144, NATO 명칭: Charger)는 소련의 항공 설계국 투폴레프에서 만든 세계 최초의 초음속 여객기로, 유럽에서 만들어진 콩코드기와 함께 상업 비행을 한 초음속 여객기 중 하나이다. 원래 초음속 여객기는 콩코드기와 Tu-144만 있었는데, 환경오염 문제, 여러 가지 결함 등의 문제로 모두 생산/운행도 중단되었다. 1973년에 있었던 파리 에어쇼에서 사고가 난 항공기이기도 하다. 1968년에 처녀 비행에 성공하였으며, 1968년에 본격적으로 생산을 시작했다. 그러나 여러 문제로 1983년에 생산을 중단했다. 생산 대수는 단 16대에 불과하다.

## 제원 (TU-144D)

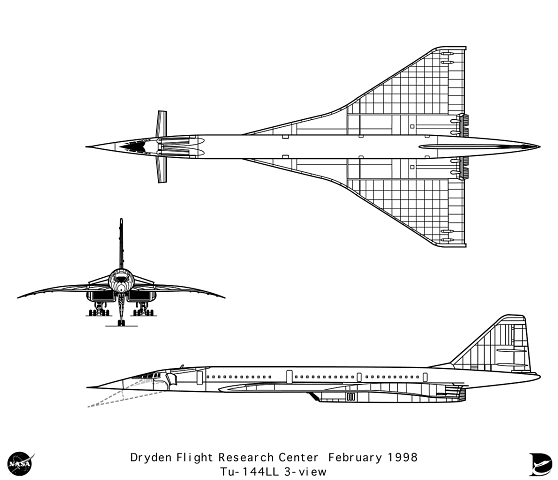

일반 특성
- 승무원: 3
- 용량: 승객 140명 (퍼스트 클래스 11명, 이코노미 클래스 129명)
- 길이: 65.50 m (215.54 ft)
- 날개폭: 28.80 m (94.48 ft)
- 높이: 12.50 m (41.00 ft)
- 날개면적: 506.35 m² (5,450 ft²)
- 공허중량: 99,200 kg (218,500 lb)
- 탑재중량: 125,000 kg (275,330 lb)
- 최대이륙중량: 207,000 kg (455,950 lb)
- 엔진: 4× 콜레소프 RD-36-51 turbojet, 200 kN (44,122 lbf) 각각

성능
- 순항속도: Mach 2.15 (2,120 km/h (1,320 mph))
- 상승한도: 20,000 m (65,600 ft)
- 상승률: 3,000 m/min (9,840 ft/min)
- 날개하중: 410.96 kg/m² (84.20 lb/ft²)
- 추력대중량비: 0.44

## 주요 운영 항공사
- 아에로플로트

## 사건 및 사고
- 1975년 파리 에어쇼 도중 비행기가 추락한 사건이다.

## 같이 보기
- 보잉 2707